# Phintella abnormis
Phintella abnormis är en spindelart som först beskrevs av Bösenberg, Strand 1906.  Phintella abnormis ingår i släktet Phintella och familjen hoppspindlar. Inga underarter finns listade i Catalogue of Life.